# Droga wojewódzka nr 593
Droga wojewódzka nr 593 (DW593) – droga wojewódzka w północnej Polsce w województwie warmińsko-mazurskim przebiegająca przez teren powiatów ostródzkiego, lidzbarskiego, olsztyńskiego i kętrzyńskiego. Droga ma długość 78 km. Łączy Miłakowo z miastem Reszel.

## Przebieg drogi
Droga rozpoczyna się w Miłakowie, gdzie odchodzi od drogi wojewódzkiej nr 528. Następnie kieruje się w stronę wschodnią i po 78 km dociera do miasta Reszel, gdzie dołącza się do drogi wojewódzkiej nr 594. W obrębie Dobrego Miasta przebiega po trasie drogi krajowej nr 51.  Na wielu odcinkach posiada walory drogi widokowej (przebiega przez malownicze tereny Pojezierza Olsztyńskiego i Pojezierza Mrągowskiego).

## Miejscowości leżące przy trasie DW593
- Miłakowo
- Ełdyty Wielkie
- Wilczkowo
- Łęgno
- Nowa Wieś Mała
- Dobre Miasto
- Międzylesie
- Orzechowo
- Radostowo
- Studnica
- Wójtówko
- Jeziorany
- Olszewnik
- Żardeniki
- Kikity
- Lutry
- Ryn Reszelski
- Kominki
- Zawidy
- Mnichowo
- Robawy
- Reszel